# 10e armée (France)
Pour les articles homonymes, voir 10e armée.
La 10e armée française est une unité de l'armée de terre française qui a combattu durant les Première et la Seconde Guerre mondiale.

## Création et différentes dénominations
- 1er octobre 1914 : création du détachement d'armée Maud'huy
- 5 octobre 1914 : renommée 10e Armée

## Commandement

### Les chefs de la10eArmée
- 1er octobre 1914 - 2 avril 1915 : général Maud'Huy
- 2 avril 1915 - 4 avril 1916 : général d'Urbal
- 4 avril - 27 décembre 1916 : général Micheler
- 27 décembre 1916 - 11 décembre 1917 : général Duchêne
- 11 décembre 1917 - 10 juin 1918 : général Maistre
- 10 juin 1918 - 12 octobre 1919 : général Mangin

- 28 mai 1940 : général Altmayer

### Chefs d'état-major
- 3 octobre 1914 - 21 juin 1915 : colonel des Vallières
- 21 juin 1915 - 26 mai 1917 : lieutenant-colonel Dufieux
- 26 mai 1917 - 4 janvier 1918 : colonel Brion
- 4 janvier - 11 octobre 1918 : colonel Hergault
- 11 octobre 1918 - : colonel Cornut de la Fontaine

## Première Guerre mondiale

### Composition
Composition: voir source en référence

### Historique

#### 1914
- 1er - 11 octobre : constitution du détachement d'armée Maud'huy, au cours de la 1re bataille d'Artois, dans la région Amiens, Arras. Résistance à la poussée allemande sur le front Boiry-Saint-Martin (2e armée), Boisleux-Saint-Marc, Mercatel, Athies, Farbus, Vimy, prolongé à partir du 4 octobre jusqu'à Loos-en-Gohelle et le 7 octobre jusqu'à la région de Lille et la vallée de la Lys. Violents combats sur tout le front, en particulier à l'est d'Arras et vers Aix-Noulette. Puis stabilisation.

5 octobre : transformation du détachement d'armée de Maud'huy en 10e armée. Liaison avec la 2e armée vers Berles-au-Bois.
11 octobre : réduction du front à gauche jusqu'à La Bassée en liaison avec l'armée britannique et le 14 octobre réduction à droite jusqu'à la Scarpe, vers Blangy (2e armée).
- 22 - 25 octobre : violentes attaques allemandes vers La Bassée.
- 9 novembre : extension du front à droite jusque vers Berles-au-Bois (2e armée).
- 17 décembre - 10 janvier : opérations offensives locales, notamment dans la région de Souchez. Prise de Saint-Laurent-Blangy.

#### 1915
- 9 mai - 18 juin : engagée dans la 2e bataille de l'Artois, offensive en liaison avec l'armée britannique sur le front : Arras, Notre-Dame-de-Lorette ; prise de Neuville-Saint-Vaast, du Labyrinthe, de la Targette, de Carency, d'Ablain-Saint-Nazaire, du plateau de Notre-Dame-de-Lorette. Puis organisation du terrain conquis. Limite gauche ramenée le 15 mai vers le Rutoire, puis le 29 mai au sud de Grenay (relève par l'armée britannique).
- 19 juillet : extension du front à droite jusqu'à Hébuterne (2e armée).
- 20 juillet - 11 août : des éléments britanniques s'intercalent entre les 2e puis 6e armées et la 10e armée et se relient avec cette dernière à Hébuterne, puis à partir du 5 septembre à Berles-au-Bois.
- 25 septembre - 13 octobre : engagée dans la troisième bataille de l'Artois en liaison avec l'armée britannique, offensive sur tout le front de l'armée et légère progression.

1er octobre : extension du front à gauche jusqu'à Loos-en-Gohelle.

#### 1916
- 7 janvier : limite gauche ramenée au sud-est de Grenay (armée britannique).
- 16 février - 14 mars : la 10e armée est relevée par l'armée britannique.
- 12 avril : occupation d'un secteur entre Pernant (5e armée) et Armancourt (6e armée).
- 28 juin : limite gauche (6e armée portée jusqu'à la voie ferrée reliant Amiens à Chaulnes.
- 30 juin : limite droite ramenée au bois des Loges inclus (liaison avec la 3e armée, introduite sur le front).
- 26 juillet : limite gauche portée à la route reliant Lihons à Rosières-en-Santerre (6e armée).
- 5 août : limite gauche (6e armée) portée à 1 500 mètres au nord de Belloy-en-Santerre.
- 22 août - 8 septembre : limite gauche (6e armée) portée au nord de Barleux.
- 4 septembre - 15 novembre : engagée dans la bataille de la Somme.

4 septembre : prise de Chilly et de Soyécourt.
17 septembre : prise de Berny-en-Santerre et de Vermandovillers.
18 septembre : prise de Deniécourt.
10 - 21 octobre : attaques françaises sur Ablaincourt et le bois de Chaulnes.
29 octobre : la 10e armée a, à sa droite, la 1re armée qui remplace la 3e armée.
7 novembre : prise de Pressoir et d'Ablaincourt.
11 novembre : limite gauche portée jusqu'à la Somme (6e armée).
15 novembre : violente attaque allemande sur Ablaincourt. À cette date, limite droite ramenée à Maucourt par suite de l'introduction de la 3e armée sur le front.
- 12 décembre : limite gauche portée à Bouchavesnes en liaison avec l'armée britannique par suite du retrait de la 6e armée.

#### 1917
- 1er janvier - 5 février : relève progressive par l'armée britannique.

25 janvier : limite droite (3e armée) ramenée Génermont.
- 5 février - 29 mars : retrait du front. Instruction et organisation des unités destinées à être affectées ultérieurement à la 10e armée pour les opérations projetées.
- 29 mars - 16 avril : constitution entre la Vesle et la Marne de la 10e armée en armée de manœuvre.
- 16 - 21 avril : tenue prête, sur la Vesle, à intervenir dans l'offensive en cours.
- 21 avril - 8 mai : engagée dans la bataille du Chemin des Dames sur le front l'Aisne (5e armée), ferme d'Hurtebise (6e armée) ; progression lente vers le Chemin des Dames.

4 - 5 mai : prise de Craonne et du plateau de Vauclerc.
- 8 - 20 mai : à partir de cette date, arrêt de l'offensive, organisation et défense des positions conquises.
- 21 mai : limite droite ramenée à la Miette (5e armée).
- 16 juillet : extension du secteur à gauche, jusqu'à Braye-en-Laonnois (6e armée).
- 29 juillet : attaque et progression sur le plateau de Craonne.
- 28 octobre - 3 décembre : retrait du front et transport par V.F. en Italie. Occupation d'un secteur vers le monte Tomba et le Piave.
- 30 décembre : prise du monte Tomba.

#### 1918
- 14 - 26 mars : occupation par une partie de la 10e armée (12e corps d'armée) d'un secteur sur le plateau d'Asiago. À partir du 21 mars, relève par les troupes italiennes des éléments en secteur dans la région vallée du Piave, monte Tomba.
- 26 mars - 13 avril : transport en France par V.F. vers Beauvais, puis concentration du 9 au 13 avril, à l'ouest d'Amiens.
- 13 - 15 avril : concentration dans la région de Doullens où la 10e armée, stationne jusqu'au 31 mai, en soutien des troupes britanniques, aux ordres directs du général Foch.
- 31 mai - 1er juin : transport par V.F. vers la région sud de Compiègne.
- 2 - 5 juin : engagé dans la troisième bataille de l'Aisne sur le front Faverolles (6e armée), Missy-aux-Bois, Pernant, Moulin-sous-Touvent (3e armée). Devant l'offensive allemande, repli entre l'Aisne et la forêt de Villers-Cotterêts sur la ligne Longpont, Ambleny. À partir du 5 juin, stabilisation dans la région : lisière est de la forêt de Villers-Cotterêts, Ambleny, Moulin-sous-Touvent.
- 11 juin : limite gauche l'Oise (3e armée).
- 12 juin : action offensive allemande entre l'Aisne et la forêt de Villers-Cotterêts ; léger repli.
- 15 juin - 15 juillet : actions locales fréquentes et préparatifs d'offensive, avance à l'est et au nord de la forêt de Villers-Cotterêts.
- 18 juillet - 2 août : engagé dans la bataille de la Marne (bataille du Soissonnais) ; attaque entre l'Ourcq et l'Aisne, progression sur Le Plessier-Huleu, Tigny, Berzy-le-Sec, puis sur Grand-Rozoy. Le 25 juillet, prise de Villemontoire, d'Oulchy-la-Ville, d'Oulchy-le-Château ; combats sur le plateau d'Ambrief.
- 2 - 17 août : repli allemand sur la Vesle et l'Aisne ; prise de Soissons, puis organisation de la droite de l'armée sur la ligne Osly-Courtil - Limé (6e armée) et préparatifs d'offensive.

9 août : limite droite ramenée vers Braine (6e armée).
- 17 août - 20 septembre : reprise de l'offensive. Engagée dans la deuxième bataille de Noyon (troisième bataille de Picardie), attaque française entre l'Oise et l'Aisne, en direction de Champs, de Quierzy et Pontoise-lès-Noyon. À partir du 29 août, engagée dans la poussée vers la position Hindenburg combat vers le plateau de Laffaux et vers Vauxaillon (bataille de Vauxaillon les 14 et 15 septembre). Progression jusqu'à la ligne Vailly-sur-Aisne, Allemant, Barisis-aux-Bois et organisation de cette ligne.

7 septembre : limite droite (5e armée, vers Presles-et-Boves, par suite du retrait de la 6e armée.
14 septembre : la 1re armée remplace à la gauche de la 10e armée, la 3e armée retirée du front, limite région de Barisis-aux-Bois.
- 20 - 28 septembre : violentes attaques allemandes.
- 28 septembre - 19 octobre : repli allemand, poursuite au-delà de l'Ailette ; progression par la forêt de Saint-Gobain et la région de Laon (13 octobre), jusque vers Sissonne (5e armée), Barenton-Cel, Crécy-sur-Serre (1re armée) : opération de liaison entre la bataille de Champagne et d'Argonne et la bataille de Saint-Quentin.
- 19 octobre - 27 octobre : offensive sur les deux rives de la Serre, progression au nord-ouest de Sissonne et dans la région de la Souche : bataille de la Serre.
- 27 octobre - 11 novembre : retrait du front, mouvement vers la région de Nancy et préparatifs de l'offensive projetée en direction de la Sarre ; front de départ : Port-sur-Seille, Bezange-la-Grande.

## Seconde Guerre mondiale
Une première 10e armée est démembrée les 7 et 8 juin 1940 avec, d'une part, l'encerclement du 9e corps à Saint-Valery-en-Caux et, d'autre part, le rattachement des 10e et 25e corps à l'Armée de Paris. 
Après la rupture du front de la Somme, les 5 et 6 juin 1940, la dernière phase de la bataille de France s'engage. Pour les Alliés, il devient essentiel de se rétablir sur la Seine pour tenter d'arrêter les Allemands. C’est pourquoi une nouvelle 10e armée est créée de toutes pièces pour tenir le front de la Basse Seine et placée sous le commandement du général Robert Altmayer.
Ses effectifs sont disparates et ne sont pas encore tous en place alors que les Allemands se présentent dès le 9 juin au nord du fleuve et le traversent dans la foulée dans le secteur de Porte-Joie, Saint-Pierre-du-Vauvray et Venables. Rapidement, la ville de Louviers, défendue par des troupes françaises et britanniques, se trouve en première ligne. La rupture définitive de la ligne Weygand sur toute son étendue entraîne un déferlement des armées allemandes sur le territoire français. Le franchissement de la Seine, dans la foulée, ne laisse augurer aucun sursis.
Le 9 juin 1940 au soir, le général Altmayer, qui a installé son PC à Vaucresson, six kilomètres à l'ouest de Paris, reçoit l'ordre de tenir la Basse-Seine, de Vernon exclu à son embouchure. Son supérieur direct est le général Besson, commandant du 3e groupe d'armées. Il rejoint son armée, via Dreux, avec son état-major réduit. Le 10 à 8 h, il atteint le château de Saint-Aubin-d'Écrosville, à côté du Neubourg (Eure) où il retrouve ses trois grands subordonnés, le général Duffour, chassé de Rouen par l'arrivée des Panzer le 8 juin, rejoint par les généraux de la Laurencie et Jean Léon Albert Langlois. La 10e armée comprend :
- les effectifs de la 3e région militaire du général Duffour, ou corps d'armée D, regroupant :
  - 236e division légère d'infanterie, du général Agathon Deligne[2] (un régiment d'infanterie et un groupe de 75) ;
  - des restes de la 17e division légère d'infanterie du général Darde (un état-major, un régiment d'infanterie et sept canons) ;
  - les 1er, 2e, 4e et 5e groupes francs motorisés de cavalerie;
  - un bataillon du 131e RI ; deux bataillons de dépôt ; un bataillon de douaniers ; deux groupes de 75 et deux groupes de 220 ;
  - la « division » britannique Beauman (en) (trois bataillons formés avec du personnel des services de la 51e Highland Division - encerclée -, de la base britannique du Havre et du service des communications).

- du 3e corps d'armée du général de la Laurencie :
  - la 237e division légère d'infanterie (général François, un régiment d'infanterie, deux groupes de 75, un groupe de reconnaissance de division d'infanterie (GRDI) réduit) ;
  - la 3e division légère de cavalerie du général Petiet, venant de la Somme ;
  - quelques pelotons de chars légers de la 1st Armoured Division (général Evans (en)), venant de la Somme ;
  - un bataillon de pionniers venant de la première 10e armée.

Comme le note Altmayer : « Ces deux pseudo corps d'armée n'ont pas d'artillerie de corps ni d'autres éléments organiques de corps d'armée. »
- du corps de cavalerie motorisé Langlois, à peine plus solide :
  - 1re division légère mécanique (DLM) du général de Beauchesne ;
  - 2e DLM du général Gabriel Bougrain, qui ne rejoindra en fait jamais la 10e armée ;
  - 3e DLM du général Roger Testard[3] ;
  - l'artillerie du corps d'armée.

Il faut aussi ajouter des unités d'artillerie d'armée, un régiment de 155 long et un groupe de 220, sous les ordres du général Peillon.
Ces DLM sont trompeuses car elles n’ont pas les effectifs des unités de même nom engagées au début de l’offensive allemande. Ce sont des unités reconstituées.
La valeur des unités vue par Altmayer :
« Les divisions légères d'infanterie (DLI), de récente formation, n'avaient chacune que deux régiments d'infanterie (au lieu de trois) et deux ou trois groupes d'artillerie, deux groupes de 75 et un de 155 C (au lieu de cinq). Elles n'étaient pas « légères » par la nature de leurs éléments ; elles étaient « petites » ; c’étaient des « brigades mixtes ».
Le moral et l'encadrement de la 3e DLC (général Petiet) qui venait de combattre au sud de la Somme étaient très bons ; mais elle était déjà usée étant, sans aucun répit, au combat ou en marche depuis le 10 mai. Ses unités motorisées sont très réduites à la date du 10 juin.
Au corps de cavalerie (CC), de formation récente avec du personnel et du matériel de bonne qualité, les DLM n’étaient pas des « divisions » puisqu'elles n'avaient pas d'artillerie organique. Chacune d'elles comprenait un régiment de découverte (5 automitrailleuses et deux escadrons de motocyclistes), un régiment de chars (un escadron de 12 Somua et un escadron de 12 chars Hotchkiss H-39) et un régiment de dragons portés (à deux bataillons).
L'artillerie du CC n'avait qu'un groupe de trois batteries de 75 et, en antichars, une batterie de 47 et une batterie de 25. De l'avis même du commandant du corps de cavalerie, chacune de ses divisions n'était guère comparable qu'à un fort groupe de reconnaissance de corps d'armée. »
Avec les éléments dont il dispose, le général Altmayer va devoir défendre un front d’une centaine de kilomètres, de la mer à Paris, face  à trois corps d'armée (15e blindé, 2e et 38e), deux divisions blindées (5e et 7e Panzer) et sept divisions d’infanterie. L’infériorité numérique française est donc complète. En outre, contrairement à ce qui avait pu se passer sur la Somme, les Français ne disposent d'aucun répit pour mettre en place une ligne défensive sur la Seine.
Le général Altmayer dicte ses ordres immédiatement à ses trois généraux : « La mission de l'armée est d'interdire à l'ennemi de franchir la Seine ou de déboucher des points de la rive gauche où il a déjà pris pied si des contre-attaques ne réussissent pas à le refouler sur la rive droite. Une seule consigne générale : « tenir ». Nos effectifs ne permettent pas d'envisager deux positions d'armée. La ligne principale de résistance dominera la Seine et ses isthmes. »
Une position d'arrêt est placée légèrement derrière la Seine. D'ouest en est, elle passe par les hauteurs de la forêt de Brotonne, le secteur de Bourgtheroulde, le bord du plateau du Neubourg vers Louviers, les deux rives de l'Iton, et enfin l'Eure, de Heudreville à Pacy. Altmayer installe son PC à Orbec, à la limite du Calvados et de l'Eure. Il dispose ainsi ses trois corps d'armée :
- le corps d'armée D : de l'embouchure de la Seine à Pont-de-l'Arche, afin de protéger Pont-l'Évêque, Lisieux et Bernay. Son PC est à Carsix, près de Bernay.

- le 3e corps : de Pont-de-l'Arche à Vernon (exclu) avec occupation solide des carrefours de Louviers, Gaillon, Autheuil, Évreux. Le PC est à Aviron.

- le corps de cavalerie est placé en réserve d'armée avec une division à Brionne, sur la Risle et l'autre dans la région de Beaumont-le-Roger, Conches. Le PC du corps de cavalerie est installé dans le château de Broglie.

Altmayer donne aussi des axes de repli, confidentiels, qui ne figurent même pas dans les ordres d’état-major pour éviter de donner aux troupes une idée de repli. Pour le CA D, l’axe est Rouen, Bernay, forêt d'Écouves, à l’ouest de Sées. Ce massif forestier, le point culminant du massif armoricain, constitue une véritable barrière difficilement franchissable. L’axe du 3e corps est jalonné par les villes d'Évreux, Verneuil, Mortagne-au-Perche. Il s’agit de rester en contact avec l’Armée de Paris. Notons que ces axes ouvrent une brèche énorme le long de la mer, en direction de Caen et Cherbourg.
À peine a-t-il donné ses ordres que le général Altmayer apprend de l'état-major du général Duffour que les Allemands ont déjà franchi la Seine à l'est de Louviers, dans le secteur de Porte-Joie, Saint-Pierre-du-Vauvray et Venables. « Or, poursuit Altmayer, aucune unité importante de l'armée n'était déjà au complet en sa place de combat. L'exécution de la mission d'interdire à l'ennemi le passage de la Seine en aval de Vernon commençait mal ! » « Je devais, dès le début, penser à employer une partie de ma réserve d'armée, dès qu'elle serait arrivée, pour aider le 3e corps d'armée à régler l'affaire de Louviers. Quand je quittais Saint-Aubin, l'état-major Duffour se préparait à l'évacuer. »
Aperçu général de la journée du 11 juin sur le front de la Seine :
- À droite du front, le corps de cavalerie peine à endiguer les Allemands qui ont franchi la Seine à Vernon, dans le secteur de l’Armée de Paris. Il s’accroche à la forêt de Bizy et tient encore la lisière nord de la forêt de Pacy et les hauteurs de la rive droite de l’Eure. Cependant, en fin de journée, les Allemands enfoncent un coin dans les lignes françaises dans le secteur de Chambray-sur-Eure, en direction d’Évreux.
- Au centre, la poussée allemande est freinée entre Seine et Eure, principalement à Autheuil et sur les hauteurs nord et sud de Saint-Vigor, c’est-à-dire au passage de l’Eure par la route Gaillon-Évreux. La brigade Maillard, de la 3e DLC, s’illustre particulièrement. Elle inflige de lourdes pertes à l’assaillant dans la vallée de l’Eure, sans céder un pouce de terrain, mais en souffrant elle aussi beaucoup, puisqu’elle perd au feu le tiers de son effectif engagé. Elle ne se replie que sur ordre, lorsqu'elle est débordée à la fois à droite et à gauche. Les Allemands atteignent alors la rive gauche de l’Eure.
- À la gauche du 3e corps d’armée, le front est reporté à l'ouest de Louviers, sur le plateau du Neubourg. Comme l’écrit le général Altmayer, « probablement, la situation eût été différente si tout le corps de cavalerie avait été à sa place de réserve d’armée, disponible pour une contre-attaque ou pour un retour offensif entre Seine et Eure. »

Enfin, le front est resté intact, parce que non attaqué, en aval d’Elbeuf et jusqu'à l’embouchure de la Seine. Il est vrai que dans ce secteur, le fleuve est beaucoup plus large et soumis à l’influence de la marée.
Le même 11 juin, Altmayer apprend que le groupement Ihler est complètement encerclé dans Saint-Valery-en-Caux et que sa situation est désespérée, les bateaux prévus pour aller le rembarquer ne pouvant pas intervenir. Seule bonne nouvelle : l'arrivée de la 52e division d'infanterie (Lowland) britannique, débarquée à Cherbourg, est annoncée. Elle devra se placer à droite de l'armée et sera incorporée au 3e corps d’armée.
André Soubiran, médecin au 3e régiment d’automitrailleuses (unité de la 3e DLC) raconte comment les Allemands ont franchi la Seine et se sont heurtés aux Français : « Avec quelques centaines d’hommes, la division doit tenir d’Elbeuf à Vernon, le long d’une ligne d’eau sinueuse, encombrée d’îles, aux rives couvertes de taillis. (…) Toute la nuit s’est passée au contact, dans le brouillard (…), avec d’incessants accrochages (…). Sans la résistance des dragons portés et l’agressivité des chars qui, à la fin de la journée, avaient sur leurs blindages neufs plus de vingt points d’impact, nos craintes nocturnes risquaient fort de devenir une réalité. »
Le 11 juin, la pression allemande redouble, afin d’étendre la tête de pont qui existe entre Seine et Eure. Le front allié n’est tenu que par des éléments de la 3e DLC et des troupes britanniques (division Beauman). La bataille est acharnée : « En fin de journée (du 11 juin), l’ordre de repli arrive. Le groupement, réduit à six chars, deux blindés de découverte et moins de quatre-vingts dragons, a tenu un front de six kilomètres. (…) Le 131e régiment d’infanterie vient nous relever au 3e jour de cette bataille. » (Soubiran, op. cit.)
Le 1er groupe du 72e régiment d’artillerie, qui appartient lui aussi à la 3e DLC, tient le secteur de Pont-de-l'Arche. Le 11 juin à 10 h, il reçoit l’ordre de repli.
Au matin du 12, le front n’a pas bougé en aval d'Elbeuf, les troupes tenant les forêts de Brotonne et de la Londe. D'Elbeuf, le front passe par Montaure, au nord-ouest de Louviers et serpente ensuite à environ deux ou trois kilomètres à l'ouest de l'Eure. La ville de Louviers a brûlé toute la journée, bombardée par la Luftwaffe le 11 juin au soir, probablement en représailles de la résistance de la 3e DLC.
Le général Altmayer, sachant pertinemment que le front ne peut résister longtemps sur le plateau du Neubourg, forme une seconde ligne sur la basse Risle, qui forme une nouvelle coupure. Le secteur de Pont-Audemer est tenu par les douaniers et le bataillon de la 131e DLI, tandis que de Montfort-sur-Risle au Neubourg, ce sont les Britanniques, avec un bataillon de la division Beauman, avec un GRDI rescapé de Dunkerque et un bataillon de la 17e division d’infanterie.
Le gros du corps de cavalerie, qui devrait normalement servir de réserve d’armée, est toujours engagé à la gauche de l’Armée de Paris. La pression allemande est aussi forte que la veille. Le général Altmayer écrit : « La lutte est pénible et difficile. L’impression du commandant de l'armée est que ses troupes se battent à un contre cinq en infanterie et en artillerie, à un contre vingt en matériel (aviation, chars, antichars). Sur tout le front, c’est le repli, en combattant, mais le repli ; et la situation est instable à la liaison avec l’armée voisine. Évidemment, la 10e armée n’a pas arrêté l’ennemi sur la Seine comme elle en avait la mission. Mais quand elle a reçu cette mission le 10 juin, les Allemands étaient déjà en bon dispositif au nord-est de la Seine, avaient déjà pu faire passer quelques éléments sur la rive gauche et avaient enfoncé la porte de Vernon (Armée de Paris). »
Pendant que les combats font rage sur l'Eure, des dizaines de milliers de soldats, rescapés de Dunkerque, sont réunis à l’ouest d’Évreux. Ils sont progressivement réarmés et rééquipés, afin de former quatre nouvelles divisions d’infanterie (43e DI ; 1re DI marocaine ; 32e DI ; 1re DI nord-africaine) qui constituent un nouveau 16e corps, placé sous le commandement du général Falgade. Le 12 juin, il place ses divisions sur la Risle. Un bataillon de la 43e DI est placé à la disposition du général Duffour, deux bataillons de la 1re DIM sont prêtés au 3e corps d’armée. Mais le 16e corps dans son ensemble ne dépend pas de la 10e armée, bien qu’il se trouve sur son front, mais du Grand quartier général. Ce n’est finalement que le 14 juin qu’il passe sous le commandement du général Altmayer.
Manifestement fatigués par les efforts fournis du 10 au 12 juin, les Allemands lèvent le pied le 13. La 236e DLI repousse une attaque sur Le Neubourg. Des renforts arrivent, avec notamment une brigade la 52e division d'infanterie (Lowland) du général Laury, soutenue par trois groupes d’artillerie et quelques chars. Ils sont introduits à l'aile droite du 3e corps. Un groupe de reconnaissance arrive aussi en renfort, de même qu’un bataillon de mitrailleurs, dépourvu de moyens de transport. Enfin, la 237e DLI reçoit son deuxième régiment, formé depuis peu à Rivesaltes. Ceci permet de relever la 3e DLC, qui n’a pas cessé de combattre depuis 5 semaines.
Elle est alors réduite aux éléments suivants, d'après le général Altmayer :
- brigade à cheval : deux régiments à deux escadrons ;
- brigade motorisée : 8 AMR Renault, 4 Panhard AMD-178, 9 chars Hotchkiss H39, soit 21 blindés ;
- 3 batteries de 75 mm ;
- 2 batteries de 105 mm.

Le 13 juin ne marque pas la fin de la première bataille de Normandie, mais elle constitue un moment charnière, car dès le lendemain, il n’est plus question pour la 10e armée de tenir la Normandie mais de se replier vers la Bretagne qui offre l’avantage d’être en communication avec l’Angleterre.